# Olof Bäckström

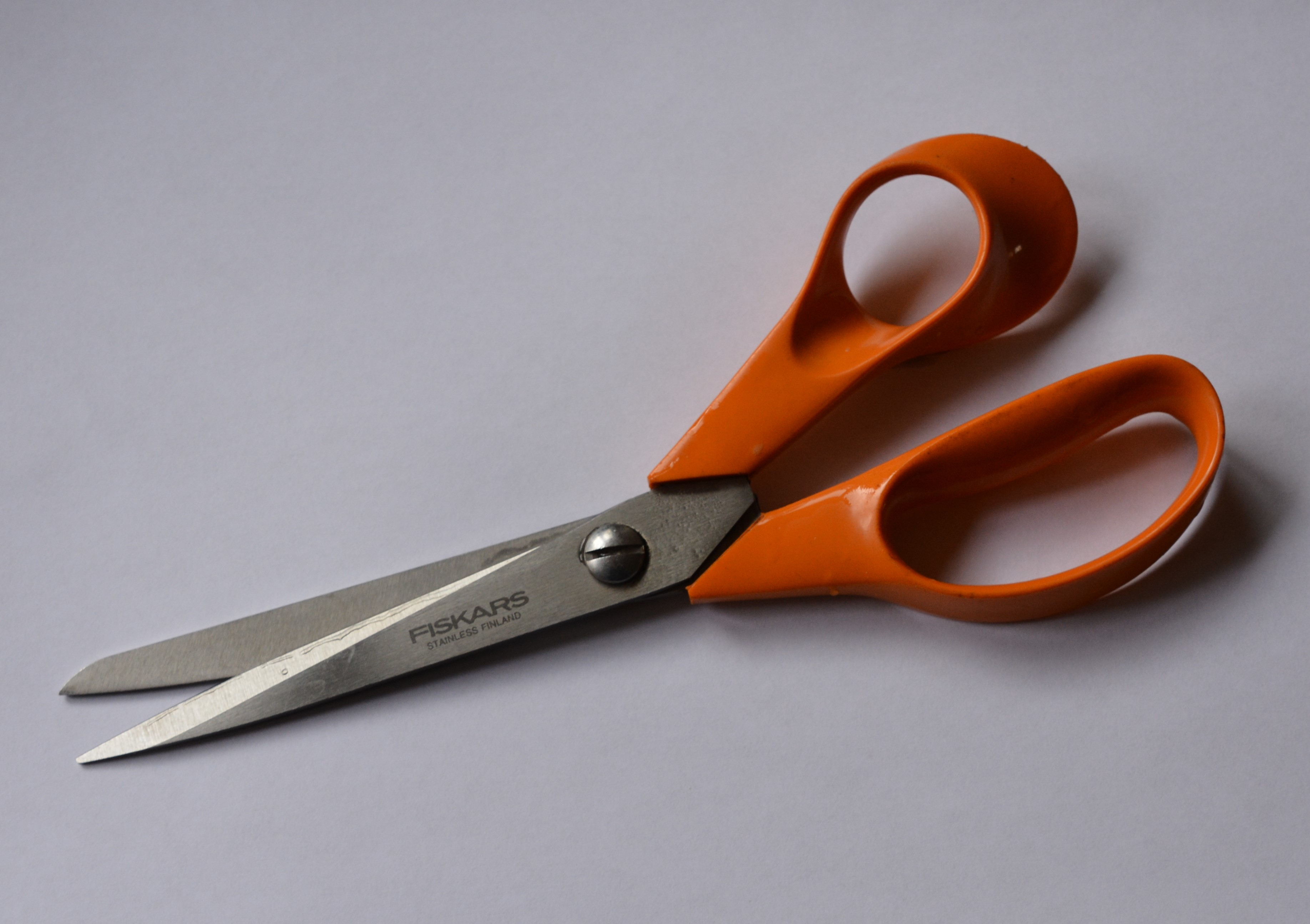
Fiskars universalsax, formgiven av Olof Bäckström, 1967

Olof Bäckström, född 4 november 1922 i Kyrkslätt, död 6 mars 1998 i Ekenäs, var en finländsk industriformgivare.
Olof Bäckström utbildade sig till ingenjör. Han arbetade efter examen under elva år som ingenjör och övergick därefter till att bli industriformgivare. Från 1958 arbetade han på Fiskars som formgivare, där han designade produkter i melamin och från 1961 konstruerade han saxar. Han formgav den senare klassiska universalsaxen med skaft i orange ABS-plast, som började produceras 1967. Bäckström finns representerad vid bland annat Nationalmuseum i Stockholm.